# X Condominium
X Condominium ist ein hohes Wohngebäude in Toronto, Ontario, Kanada. Das Gebäude befindet sich in der 110 Charles Street East, in der Nähe der Kreuzung Bloor Street und Jarvis Street in der Innenstadt. Das Gebäude erreicht eine Höhe von 138 Metern und verfügt über 45 Stockwerke. Das Gebäude wurde von Peter Clewes of architectsAlliance entworfen und vom kanadischen Immobilienunternehmen Great Gulf Homes gebaut.